# 꼬미와 베베
《꼬미와 베베》(영어: Comi and Bebe)는 EBS 1TV에서 방영하고 있는 한국의 애니메이션이다. 2020년 12월 17일부터 2021년 3월 12일까지 매주 목~금요일 오전 9시에 방영했다.

## 목소리 출연
- 홍소영: 꼬미
- 조경이: 베베
- 김은아: 꼬미 엄마
- 엄상현: 꼬미 아빠
- 장은숙: 베베 엄마
- 전태열: 베베 아빠
- 강시현: 엘리
- 이민규: 하마 경관
- 전해리: 폭시
- 황원: 내레이션
- 김아롱: 무꾸무꾸
- 이상준: 기린 우체부

## 제작진
- 제작지원: 방송통신위원회, 방송통신발전기금
- 책임프로듀서: 안소진
- 프로듀서: 이민수
- 애니메이션 제작
  - 기획: 김지영
  - 총괄감독: 홍성군
  - 제작감독: 황우준
  - 프로듀서: 황재원, 손정아, 김정환
- 구성
  - 시나리오: 홍성군, 박은설, 김지영
  - 스토리보드: 홍성군
  - 조연출: 김도연, 조소영
- 디자인
  - 아트디렉터: 김지영, 홍성군
  - 캐릭터 디자인: 김지영, 홍성군
  - 제작 디자인: 임주영, 이은정, 김은총
- 모델링
  - 모델링 팀장: 신씨얼
  - 모델링/맵핑: 배형중, 이보희, 김단비, 제임스킴, 쏘쏘, 비케이
- 애니메이션
  - 애니메이션 팀장: 이진철
  - 애니메이션: 최재경, 김영주, 연환상
- 라이팅/합성
  - 라이팅 팀장: 최재성
  - 라이팅/합성: 박성도, 노은경, 박소정, 김예진, 오혜진
- 콘텐츠사업
  - 사업책임: 이승웅
  - 사업개발: 우희정
  - 코디네이터: 크리스토퍼 웨더스푼
  - 제작투자: LION FORGE
  - 제작지원: 한국콘텐츠진흥원 (KOREA CREATIVE CONTENT AGENCY), 신용보증기금 (KOREA CREDIT GUARANTEE FUND (KODIT))
  - 외주제작: 블룸(주), (주)웨스토, (주)비원비주얼이펙츠, 양홍규, (주)핑고엔터테인먼트, 토스트 스튜디오, (주)빈스튜디오스, (주)88브릭스, (주)허밍픽쳐스, (주)사이드9, NAVY, (주)헤븐팩토리, (주)아드앤드태크놀러지, (주)플롯
- 종합제작
  - 음악: 신승준, 김원아
  - 음향: 김지희(모모사운드)
  - 타이틀곡 작사: 김지영
  - 타이틀곡 작곡: 신승준, 김원아
  - 노래: 노은율, 황민하, 김인서, 한다정, 위서은(리틀유니스)
  - 노래 지도: 전해윤
  - 녹음: 부유정(POPES)
  - 믹싱: 강희중(POPES)
  - 문자그래픽: 최기화
  - 기술감독: 우동철
  - 연출: 조성희
- 기획: EBS
- 제작: EBS, ㈜해피업

## 방영 목록
| 회차       | 제목                                   | 방송 일자        |
| ---------- | -------------------------------------- | ---------------- |
| 1화        | 무지개 마을의 베베작은 탐험가 꼬미     | 2020년 12월 17일 |
| 2화        | 내 방이 생겼어요낮잠은 자기 싫어       | 2020년 12월 18일 |
| 3화        | 버스를 타고 씽씽씽언니가 좋아요        | 2020년 12월 24일 |
| 4화        | 아빠의 달리기우리는 친구               | 2020년 12월 25일 |
| 5화        | 어디있니, 무꾸무꾸                     | 2020년 12월 31일 |
| 6화        | 엄마는 마법사엄마, 아프지 마세요       | 2021년 1월 1일   |
| 7화        | 사촌 누나 리사안녕, 친구들             | 2021년 1월 7일   |
| 8화        | 요구르트를 마셔요위대한 발명가         | 2021년 1월 8일   |
| 9화        | 운동 천재 페페똥박사 덩요              | 2021년 1월 14일  |
| 10화       | 우리는 대가족엄마가 제일 예뻐요        | 2021년 1월 15일  |
| 11화       | 아빠와 캠핑을아빠와 나                 | 2021년 1월 21일  |
| 12화       | 소원을 빌어 봐아빠 요리 대회           | 2021년 1월 22일  |
| 13화       | 베베가 태어났어요즐거운 생일파티       | 2021년 1월 28일  |
| 14화       | 따라가면 안 돼요                       | 2021년 1월 29일  |
| 15화       | 냠냠! 맛있는 게 좋아비야, 비야, 멈추렴 | 2021년 2월 4일   |
| 16화       | 할아버지의 보물인생은 아름다워         | 2021년 2월 5일   |
| 17화       | 에취, 감기에 걸렸어요바비큐 파티       | 2021년 2월 11일  |
| 18화       | 책 속 여행                             | 2021년 2월 12일  |
| 19화       | 엄마는 정말 바빠요잠이 안 와요         | 2021년 2월 18일  |
| 20화       | 노는 게 좋아요공룡 놀이동산에 갔어요   | 2021년 2월 19일  |
| 21화       | 목욕은 싫어요사랑해요                  | 2021년 2월 25일  |
| 22화       | 거짓말 안 할래요                       | 2021년 2월 26일  |
| 23화       | 설탕은 이제 그만응가는 부끄러워요      | 2021년 3월 4일   |
| 24화       | 괜찮아요고마워요                       | 2021년 3월 5일   |
| 25화       | 숫자는 어려워최고의 보물               | 2021년 3월 11일  |
| 최종화(26) | 우리가 자랑스러워                      | 2021년 3월 12일  |